# Embalse del Bajo Sabor
La presa, la central y el embalse del Bajo Sabor son una obra de ingeniería hidroeléctrica construida en el curso bajo del río Sabor, a 8 km de la localidad de Torre de Moncorvo, en el distrito de Braganza, al norte de Portugal.
El área inundada afecta también a los términos municipales de Alfândega da Fé, Macedo de Cavaleiros y Mogadouro.

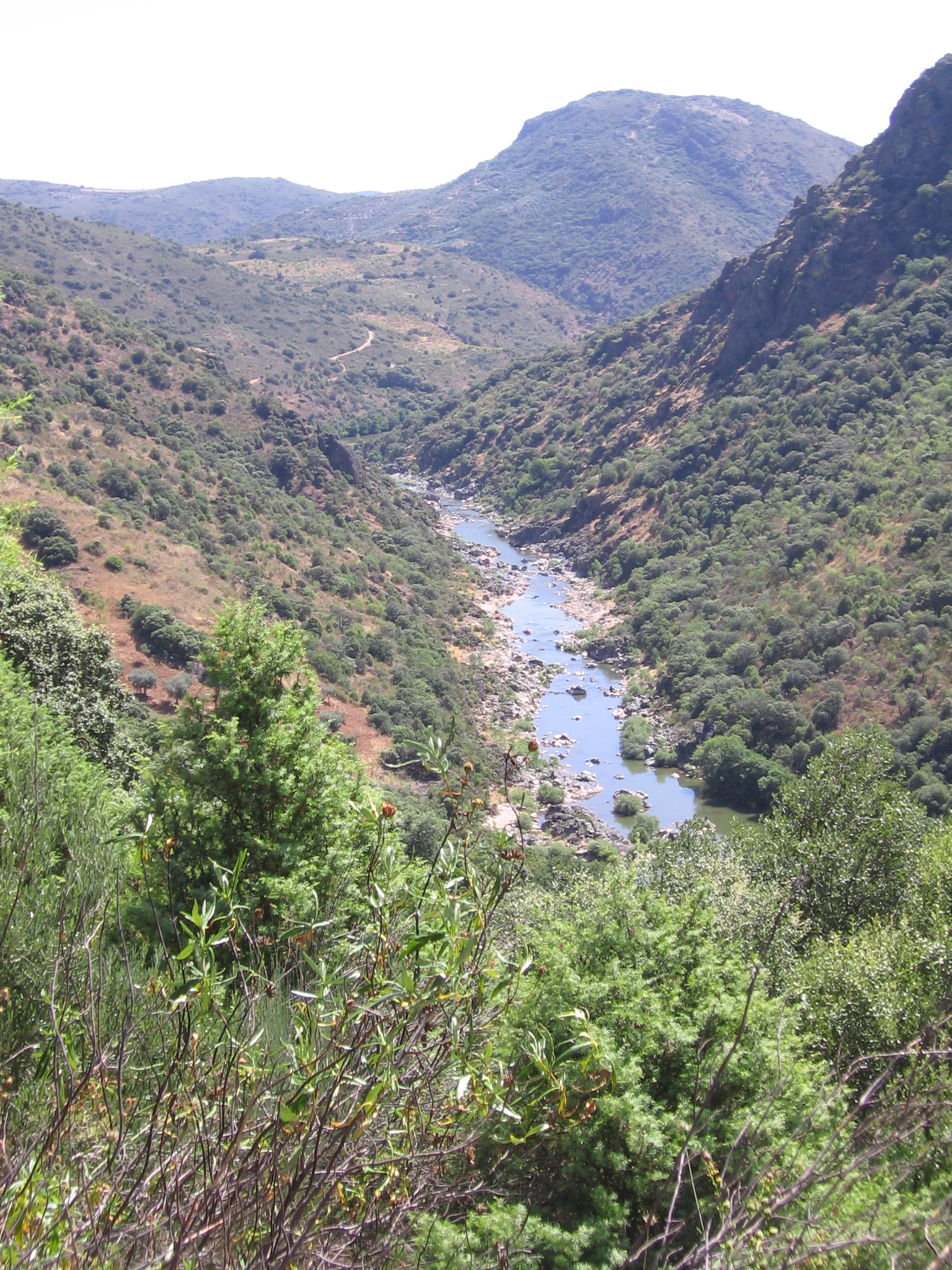
Vista del valle del Sabor antes de quedar inundado por el embalse.

Energías de Portugal vendió la presa a un consorcio francés en diciembre de 2019.